# アンドレア・ヴァッカーロ
アンドレア・ヴァッカーロ（Andrea Vaccaro、1604年5月8日（洗礼日）- 1670年1月18日）は17世紀のイタリアの画家である。当時スペインが支配していたナポリで、最も成功した画家の一人であり、作品はナポリやスペインの顧客によって購入された。

## 略歴
ナポリで、法律家の息子に生まれた。はじめ文学を学んでいたが、その後画家に転じたとされる。かつてはナポリのマニエリスムの画家、インパラトー(Girolamo Imparato: 1550- 1607)ぼ弟子であったと伝えられていたが、それはインパラトーの没年がヴァッカーロがまた幼児であった1607年と知られるようになり誤りであることが分かった。現在は、16歳の時に、パッサーロ(Giovanni Tommaso Passaro)というあまり知られていない画家の弟子になったとされる。ヴァッカーロの若い頃の作品は残っていない。1628年に娘の精洗礼の記録が残っているが、最初の結婚相手についても知られていない。
1620年代のはじめのヴァッカーロの作品は、17世紀初頭に人気があり、ナポリに多くの追随者が現われたカラヴァッジオのスタイルに影響を受けていた 。当時のナポリの画家は、画商としても働くことが珍しくなく、ヴァッカーロも画商として働き、1630年代になって、より古典的なスタイルのグイド・レーニやアンソニー・ヴァン・ダイク、ピエトロ・ノヴェリ(Pietro Novelli)といった画家の作品を売買したり、その複製画を描くことで、彼らの影響を受けるようになった。
1639年4月におそらく2度目の結婚をし、翌年、画家になった息子のニコラ・ヴァッカーロ(Nicola Vaccaro: 1640-1709)が生まれた 。
人気のある画家になり、1630年代半ばには、スペインの修道院や貴族の礼拝のために祭壇画などの宗教画を制作して送るようになった。1658年からナポリ総督になったペニャランダ伯ガスパル・デ・ブラカモンテ(Gaspar de Bracamonte, 3rd Count of Peñaranda)の庇護も受けた。
1656年にナポリでペストが流行し、ナポリの人口はこの時、半分ほどになった。ベルナルド・カヴァッリーノ(Bernardo Cavallino:1616-1656)やマッシモ・スタンツィオーネ(1585–1656)といった有力な画家も亡くなったが、ヴァッカーロは仕事を続け、この時期ヴァッカーロの唯一の壁画も描いている。
1665年にナポリの画家組合 'Congrega dei SS Anna e Luca'の創立者の一人となり、会長も務めた。弟子には Giacomo Farelli や Giuseppe Fattorusoがいる。

## 作品

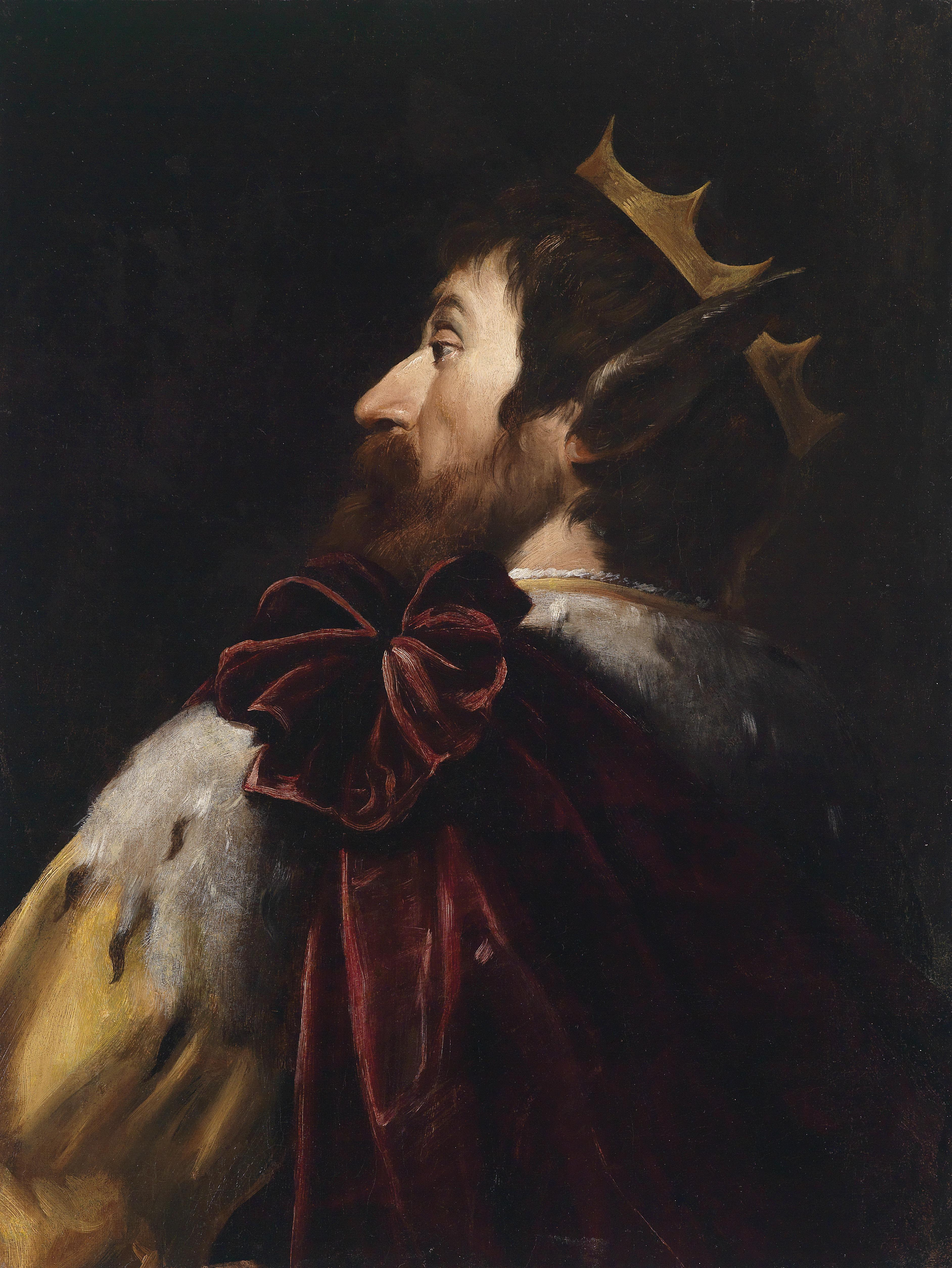
ミダス王、個人蔵
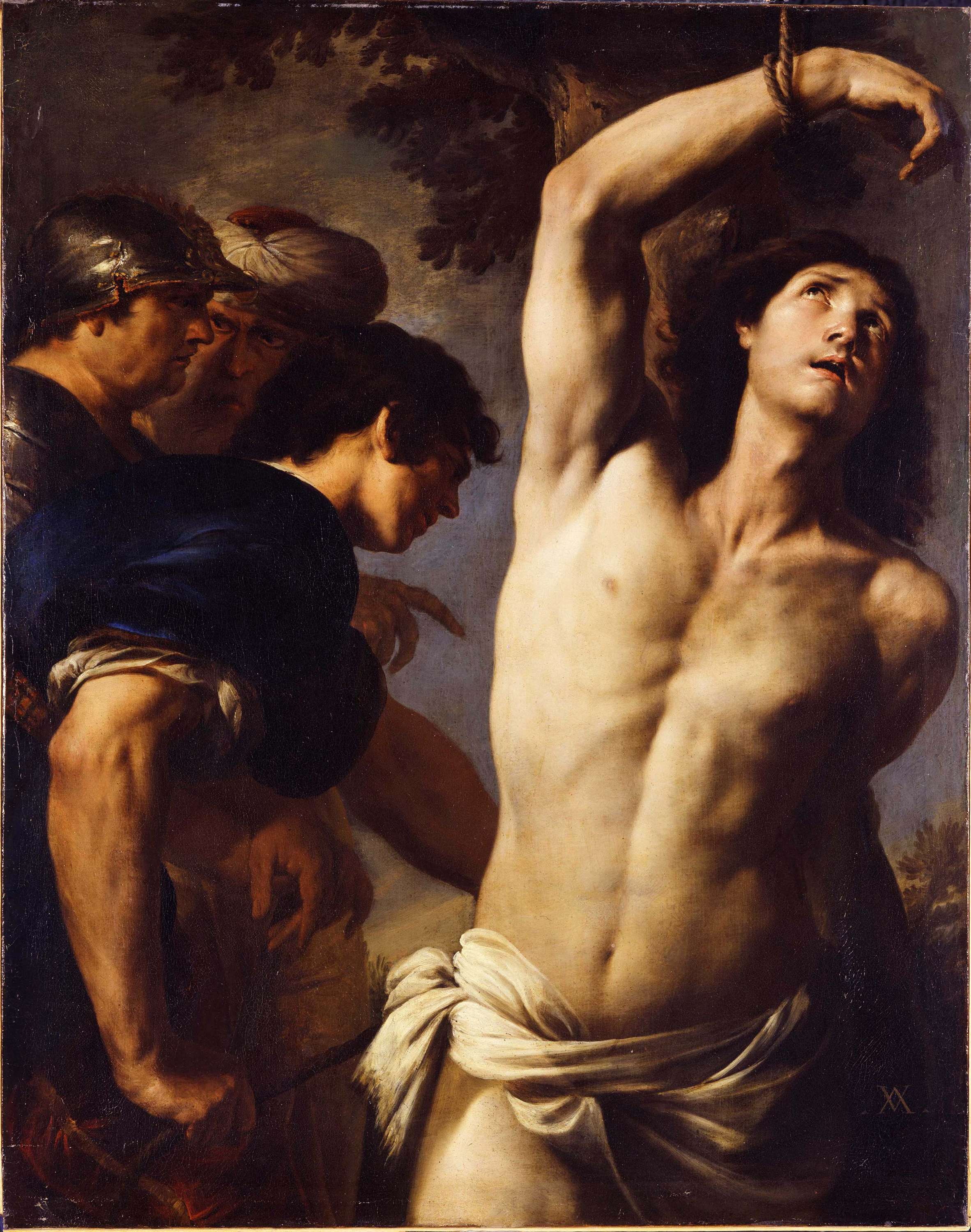
聖セバスティアヌス
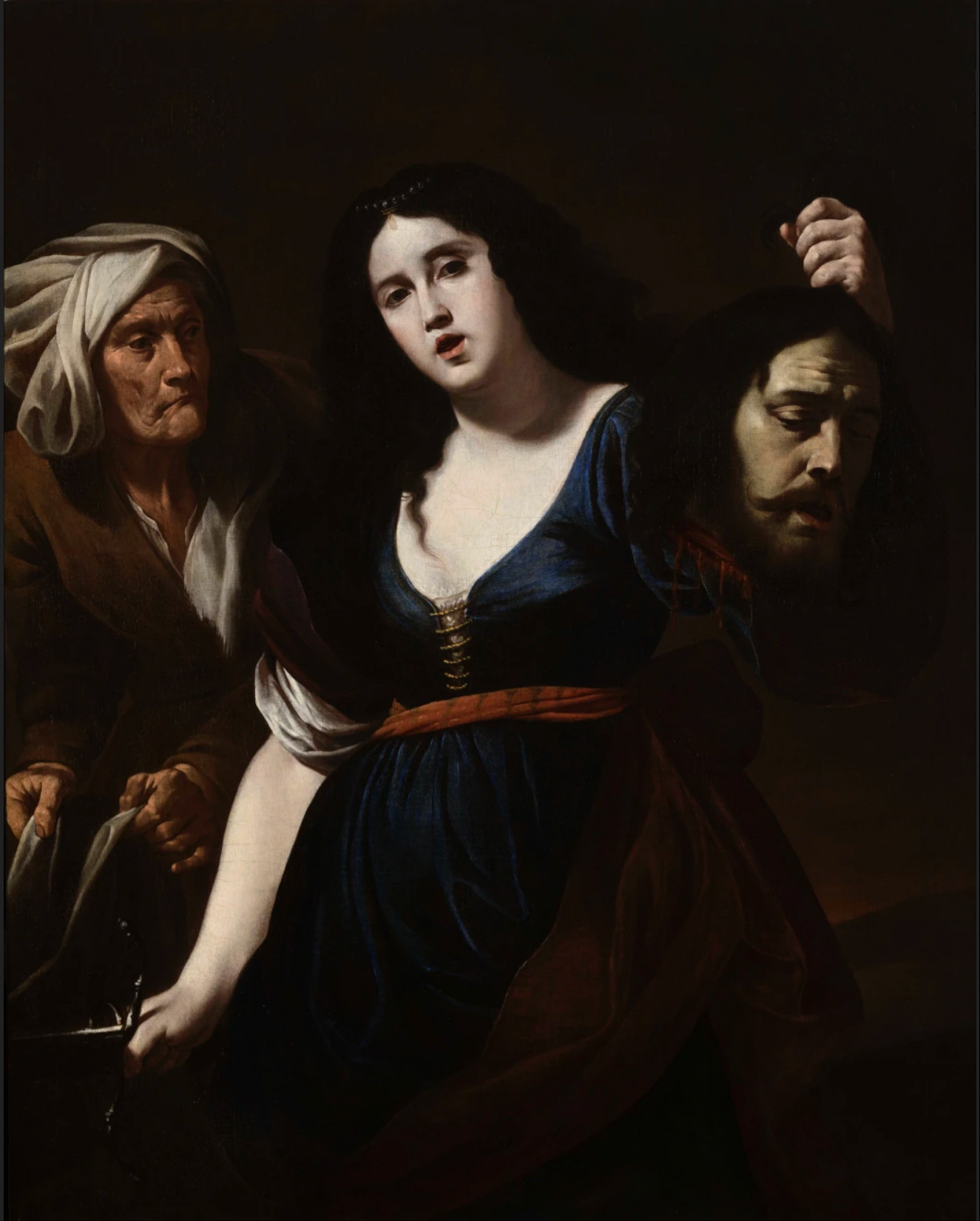
ホロフェルネスの首を持つユディト
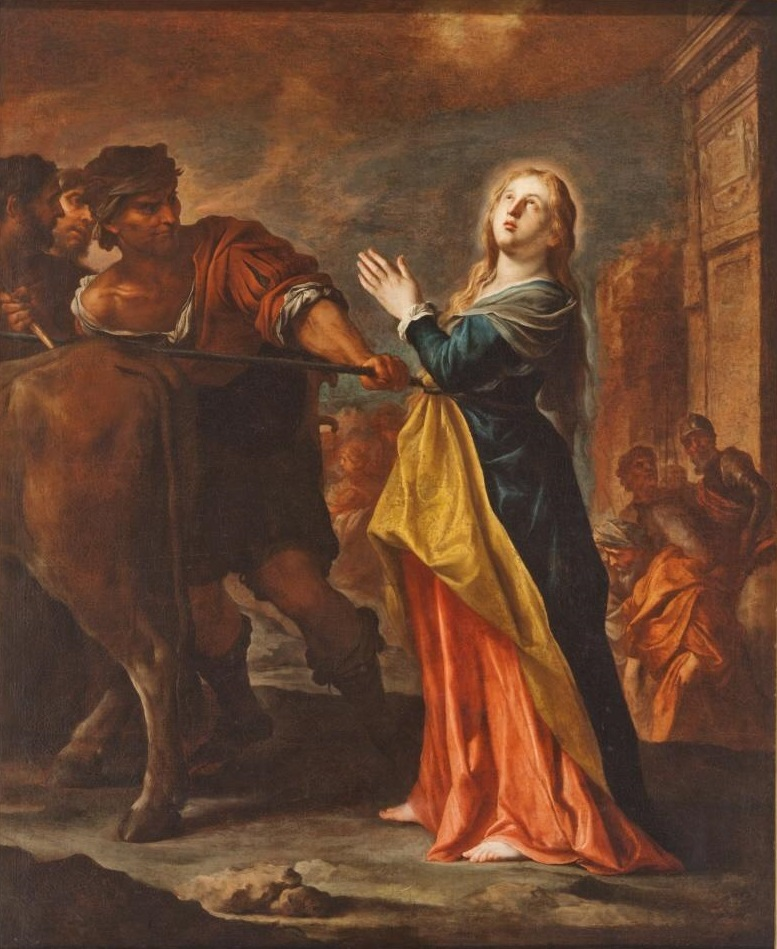
殉教の前のシラクサのルチア

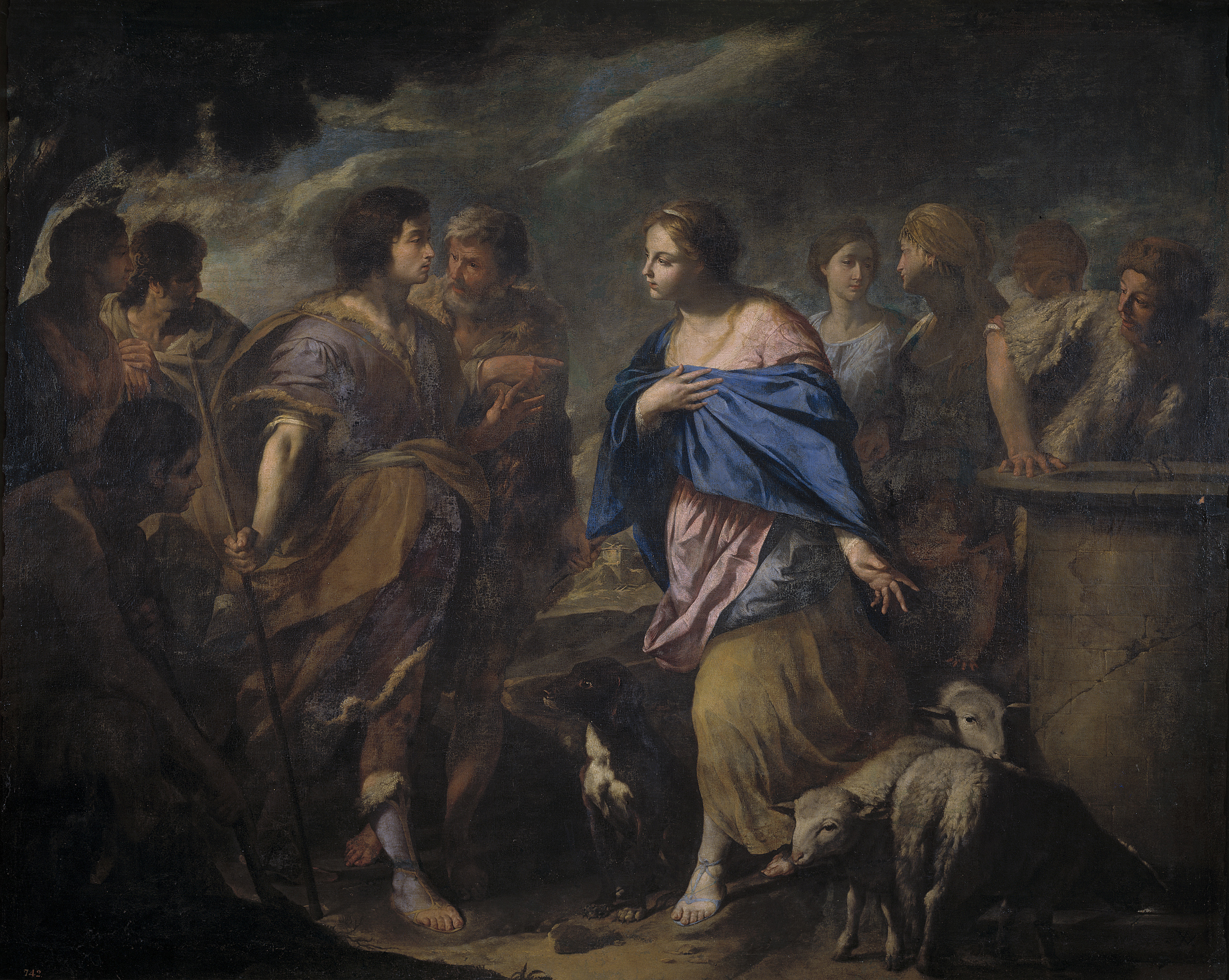
「イサクとリベカの出会い」、プラド美術館蔵
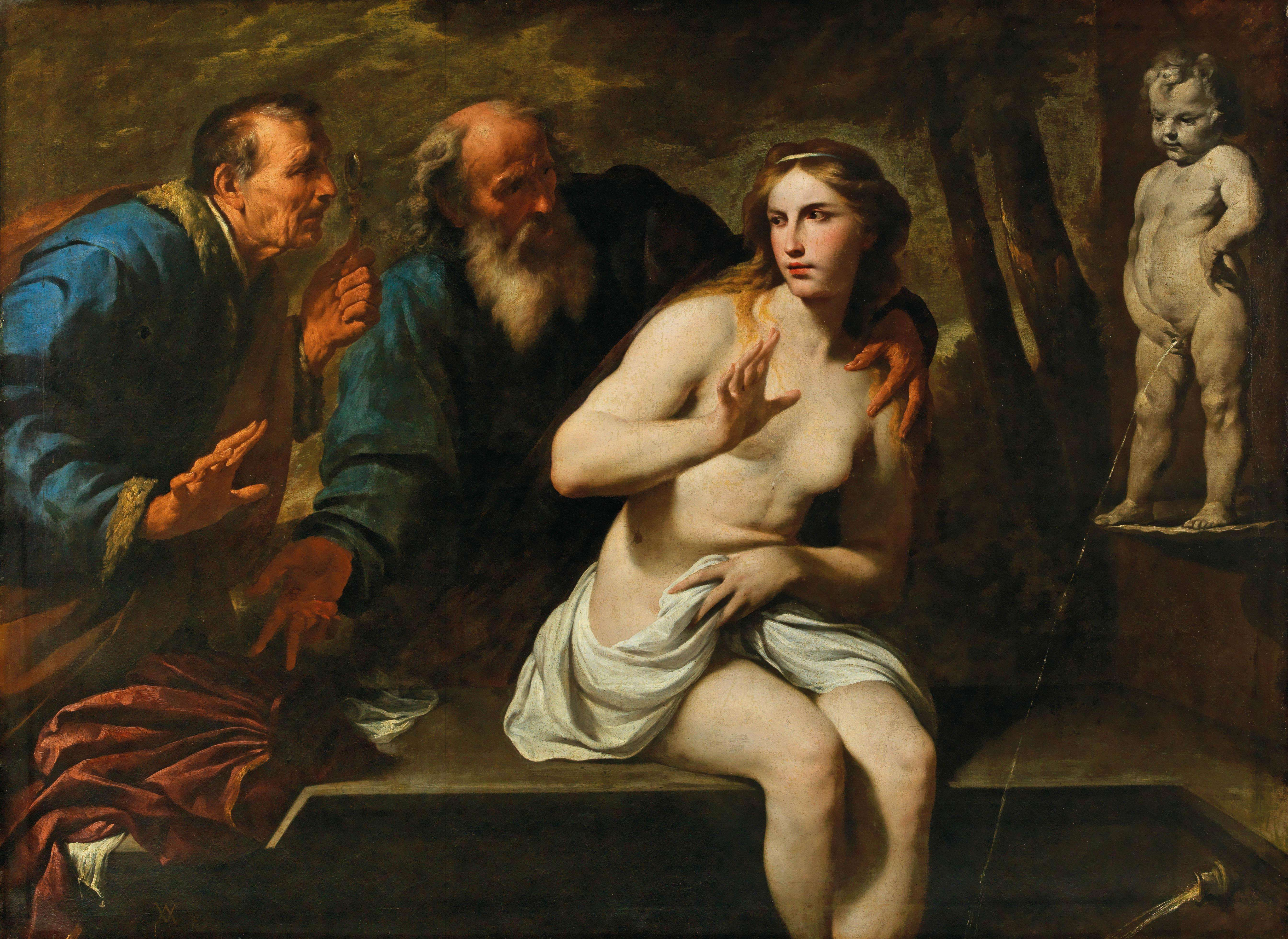
スザンナと長老たち
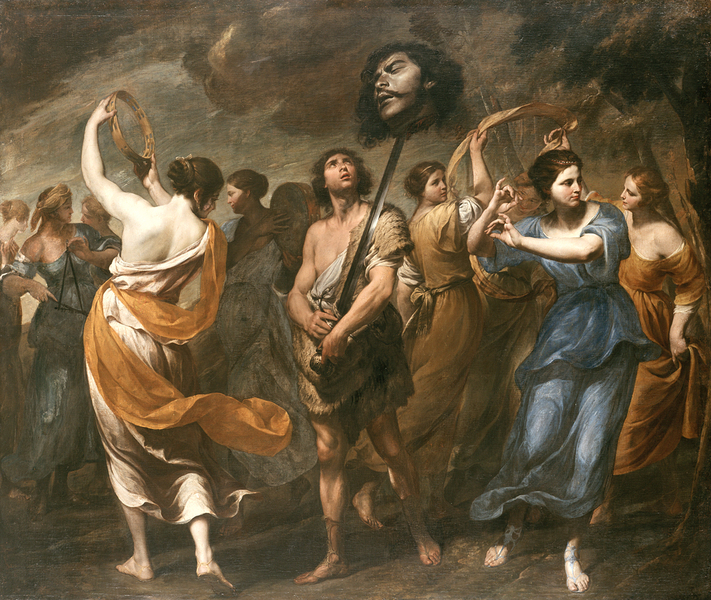
ダヴィデの勝利